# 中华人民共和国国际重要湿地列表

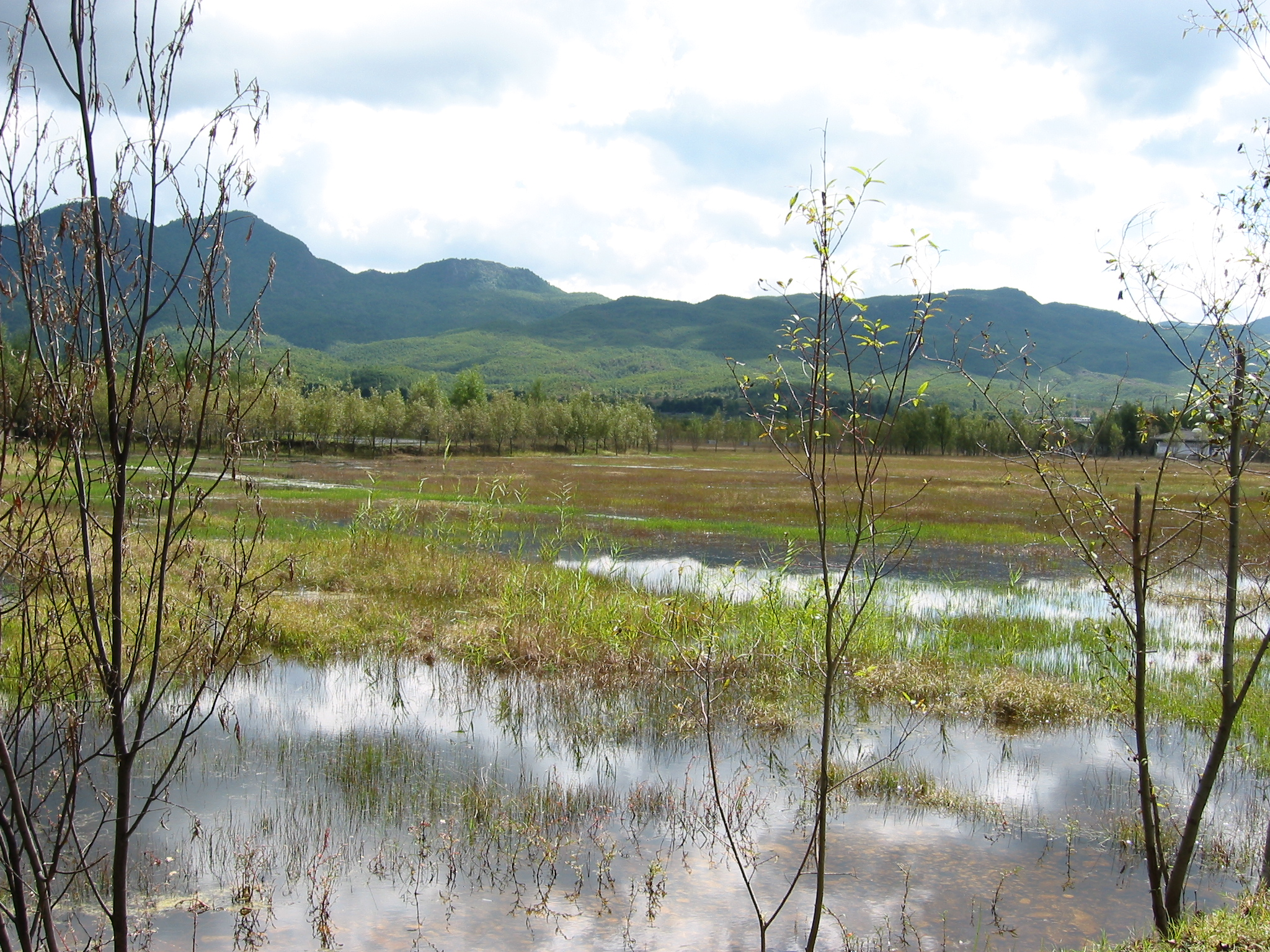
中国云南拉市海湿地

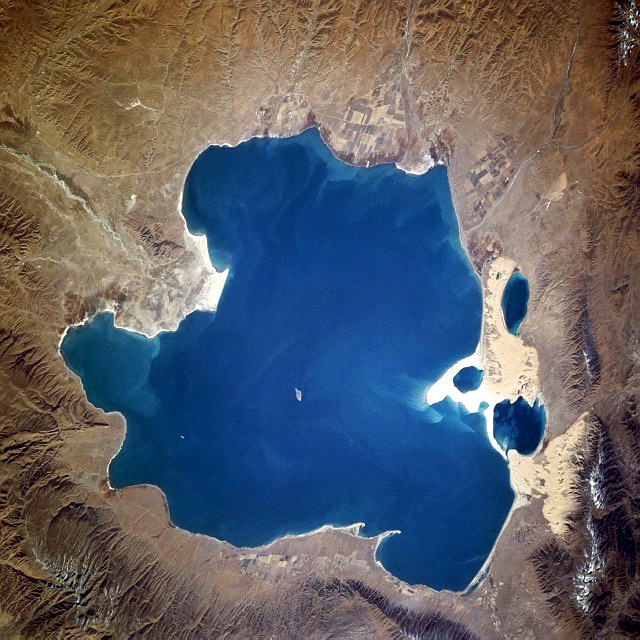
中國青海省青海湖

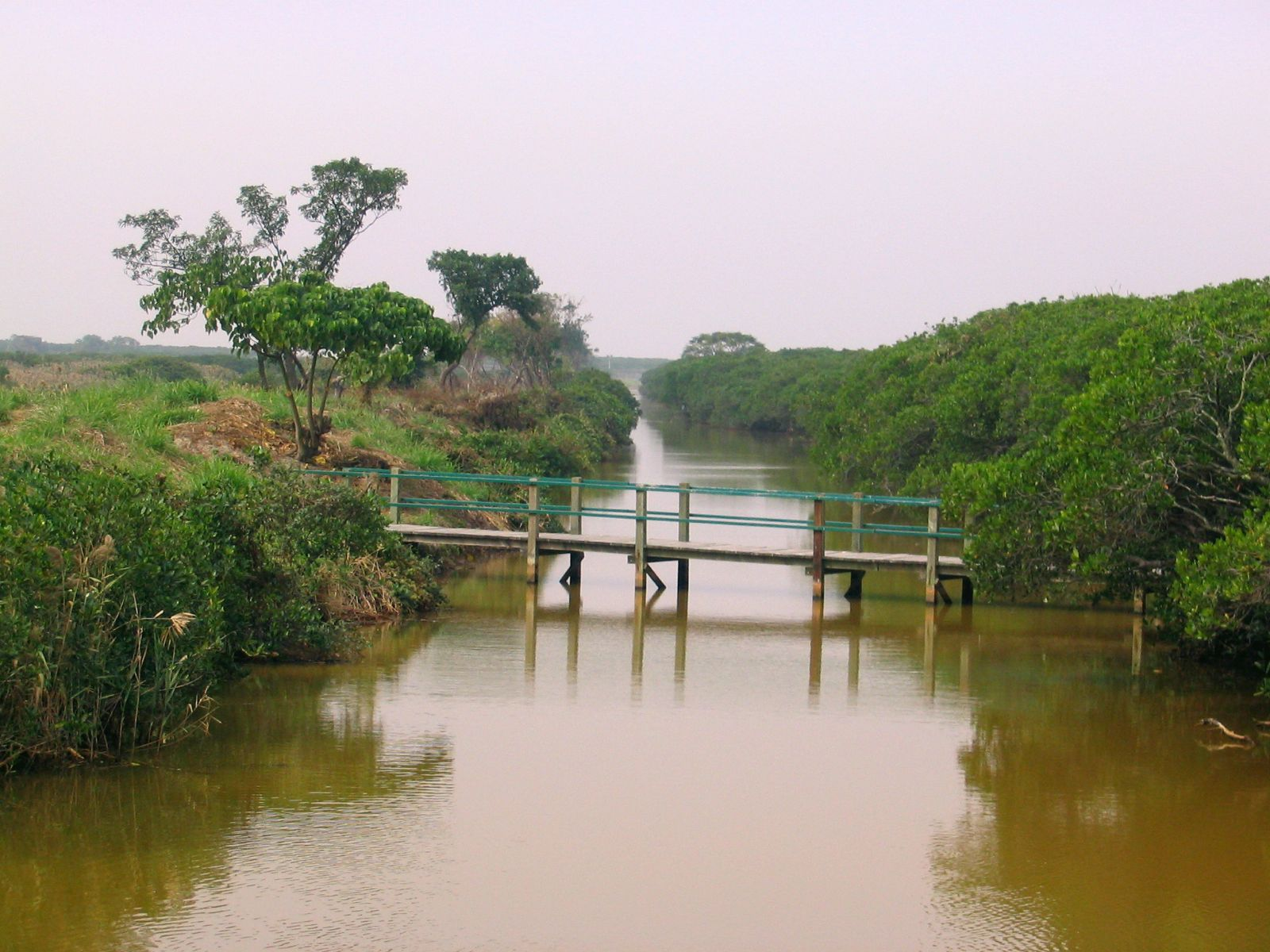
香港米埔內后海灣拉姆薩爾國際重要濕地

自1992年1月3日中华人民共和国国务院批复原林业部和外交部，决定中华人民共和国加入《关于特别是作为水禽栖息地的国际重要湿地公约》，并于同年3月31日指定其领域内的向海等6处湿地列入《国际重要湿地名录》以来，该缔约国业已指定82处湿地列入有关名录。
- 向海
- 扎龙
- 鄱阳湖
- 东洞庭湖
- 鸟岛（国家级自然保护区保护站辖区）
- 东寨港
- 米埔沼泽及后海灣內湾（具特殊科学价值地点；国家重要湿地）
- 上海崇明东滩国家级自然保护区
- 大丰国家级自然保护区
- 内蒙古达赉湖国家级自然保护区
- 大連斑海豹国家级自然保护区
- 鄂爾多斯国家级自然保护区
- 洪河国家级自然保护区（英语：Honghe National Nature Reserve）
- 惠東港海龟国家级自然保护区
- 南洞庭湖湿地水鸟自然保护区
- 三江国家级自然保护区
- 山口红树林自然保护区
- 西洞庭湖自然保护区
- 兴凯湖国家级自然保护区
- 盐城国家级自然保护区（英语：Yancheng Coastal Wetlands）
- 湛江红树林国家级自然保护区
- 碧塔海湿地（省级自然保护区；国家重要湿地）
- 大山包（国家级自然保护区；国家重要湿地）
- 鄂陵湖（国家级自然保护区核心区；国家重要湿地）
- 拉市海湿地（省级自然保护区；国家重要湿地）
- 麦地卡 （自治区级自然保护区）
- 瑪旁雍錯（自治区级自然保护区；国家重要湿地）
- 纳帕海湿地（省级自然保护区；国家重要湿地）
- 双台河口 （国家级自然保护区；国家重要湿地）
- 扎陵湖（国家级自然保护区核心区；国家重要湿地）
- 福建漳江口红树林国家级自然保护区
- 广东海豐湿地
- 广西北仑河口国家级自然保护区
- 湖北洪湖湿地
- 上海长江口湿地中华鲟自然保护区
- 四川若爾蓋濕地国家级自然保护区
- 杭州西溪濕地（国家湿地公园）
- 甘肃尕海湿地自然保护区
- 黑龙江南瓮河国家级自然保护区
- 黑龙江七星河国家级自然保护区
- 黑龙江珍宝岛湿地国家级自然保护区
- 湖北沉湖湿地自然保护区
- 东方红湿地国家级自然保护区
- 湖北大九湖湿地
- 山东黄河三角洲湿地
- 吉林莫莫格国家级自然保护区
- 张掖黑河湿地国家级自然保护区
- 安徽升金湖国家级自然保护区
- 广东南澎列岛湿地
- 山东济宁南四湖
- 甘肃盐池湾湿地
- 四川长沙贡马湿地
- 湖北网湖
- 吉林哈泥湿地
- 内蒙古大兴安岭汗马湿地
- 西藏色林错湿地
- 黑龙江友好湿地
- 天津北大港湿地
- 河南民权黄河故道湿地
- 内蒙古毕拉河湿地
- 黑龙江哈东沿江湿地
- 甘肃黄河首曲湿地
- 西藏扎日南木错湿地
- 江西鄱阳湖南矶湿地
- 北京野鸭湖湿地
- 青海隆宝滩湿地
- 广东广州海珠湿地
- 湖南毛里湖湿地
- 福建闽江口湿地
- 湖北公安崇湖湿地
- 广西北海金海湾红树林湿地
- 四川色达泥拉坝湿地
- 湖北仙桃沙湖湿地
- 甘肃敦煌西湖湿地
- 黑龙江大兴安岭九曲十八弯湿地
- 黑龙江大兴安岭双河源湿地
- 江苏淮安白马湖湿地
- 云南会泽念湖湿地
- 广西桂林会仙喀斯特湿地
- 浙江平阳南麂列岛湿地
- 广东深圳福田红树林湿地
- 湖南舂陵湿地